# Elizabeth și Middleton (atoli)
Atolii Elizabeth și Middleton sunt doi atoli situați în sud-vestul Oceanului Pacific. Relieful acestor atoli este foarte jos, cele mai înalte puncte ajungând abia la 1,5 m peste nivelul apelor. Atolli se caracterizează prin benzi de nisip de lățime relativ mică care înconjoară insulele. Relieful fundului lagunelor este mai accidentat, prezentând un giuvaier de schelete de corali. Climatul este unul blând, aici dominând o climă tropicală relativ umedă.
Întinderea uscatului este foarte mică, însă deoarece în interiorul lagunei sunt închise suprafețe întinse de apă, formând aproape 90 % din teritoriul acestora, Elizabeth și Middleton nu au o suprafață chiar atât de redusă.

## Organizarea politică
Oficial atolii Elizabeth și Middleton sunt dependențe ale Teritoriului Insulelor Mării de Coral, care la rândul său face parte din Australia.